# دانبیه (استان وارمی-ماسوری)
دانبیه (به لهستانی:  Dąbie) یک روستا در لهستان است که در گمینا گووداپ واقع شده‌است.